# 16 (Einar Solberg)
16 è il primo album in studio del cantante norvegese Einar Solberg, pubblicato il 2 giugno 2023 dalla Inside Out Music.

## Descrizione
Si tratta della prima pubblicazione di Solberg al di fuori dei Leprous ed è stato realizzato coinvolgendo diversi artisti, tra cui Ihsahn, Star of Ash (moglie di Ihsahn nonché sorella di Solberg), Asger Mygind dei Vola e Chris Baum dei Bent Knee, oltre al violoncellista Raphael Weinroth-Browne, turnista nei Leprous stessi. Il titolo scelto per il disco rappresentà l'età in cui all'artista sono accadute le prime esperienze negative della sua vita che lo hanno cambiato radicalmente:
I testi risultano infatti incentrati perlopiù su argomenti come la salute mentale, l'ansia e la depressione, mentre dal punto di vista musicale gli undici brani di 16 si discostano parzialmente dagli album che Solberg ha inciso con i Leprous, focalizzandosi su passaggi melodici e orchestrali ma integrando elementi provenienti dalla musica elettronica (Remember Me e Grotto) e dal pop (A Beautiful Life) fino ad altri di natura più sperimentale (Home e Splitting the Soul, il secondo dei quali caratterizzato anche da passaggi in growl).

## Promozione
In concomitanza con l'annuncio dell'album, il 10 febbraio 2023 è stato presentato il primo singolo Grotto, che ha visto la partecipazione vocale di Magnus Børmark dei Gåte. A distanza di poco più di un mese è uscito A Beautiful Life, accompagnato da un video musicale diretto da Elena Sihida. Il terzo singolo estratto è stato Over the Top, diffuso il 13 aprile.
Il 15 e il 22 aprile Solberg ha presentato per la prima volta dal vivo alcuni dei brani di 16 in occasione delle due edizioni del Prognosis Festival che hanno avuto luogo rispettivamente a Eindhoven e a Londra. Il 19 maggio è stato reso disponibile come quarto singolo Home, che ha visto la partecipazione vocale di Ben Levin (ex-Bent Knee); per esso è stato realizzato anche un video distribuito il 22 dello stesso mese.

## Tracce
Testi e musiche di Einar Solberg, eccetto dove indicato.
1. 16 – 7:41 (musica: Einar Solberg, Raphael Weinroth-Browne)
2. Remember Me – 5:40
3. A Beautiful Life – 4:36
4. Where All the Twigs Broke – 6:15 (Einar Solberg, Star of Ash)
5. Metacognitive – 5:14
6. Home – 4:10 (musica: Einar Solberg, Ben Levin)
7. Blue Light – 6:55 (Einar Solberg, Asger Mygind)
8. Grotto – 4:57 (Einar Solberg, Magnus Børmark)
9. Splitting the Soul – 6:21 (musica: Einar Solberg, Ihsahn)
10. Over the Top – 6:54
11. The Glass Is Empty – 11:08 (musica: Einar Solberg, Tóti Guðnason)

## Formazione
Hanno partecipato alle registrazioni, secondo le note di copertina:
Musicisti
- Einar Solberg – arrangiamento, voce, tastiera
- Keli Guðjónsson – batteria
- Tor Egil Kreken – basso
- Raphael Weinroth-Browne – violoncello
- Chris Baum – violino
- Pål Gunnar Fiksdal – tromba
- Nora Hannisdal – corno francese
- Runar Fiksda – trombone
- Jon Henrik Rubach – sassofono
- Þórður Sigurðarson – organo
- The City of Prague Philharmonic Choir – coro
- Ben Levin – chitarra (tracce 2, 3, 8 e 10), voce aggiuntiva (traccia 6)
- Magnus Børmark – chitarra (tracce 2-4, 8 e 10), voce aggiuntiva (traccia 10)
- Star of Ash – campionatore e voce aggiuntiva (traccia 4)
- Asger Mygind – voce e chitarra (traccia 7)
- Ihsahn – chitarra e voce (traccia 9)
- Tóti Guðnason – chitarra e pianoforte (traccia 11)

Produzione
- Einar Solberg – produzione
- David Castillo – produzione, registrazione (Ghostward Studios)
- Adam Noble – missaggio
- Robin Schmidt – mastering
- Dag Erik Johansen – registrazione basso (Athletic Studios)
- Henning Svoren – registrazione (Ocean Sound Studios)
- Fredrik Klingwall – coproduzione tastiera
- Ihsahn – registrazione (tracce 4 e 9)